# پایروپتوز
پایروپتوز (انگلیسی: Pyroptosis) یک نوعِ شدیداً التهابی از «مرگ برنامه‌ریزی‌شدهٔ سلول» است که بیشتر به‌دنبالِ یک عفونت داخل‌سلولی رخ می‌دهد و در ایجاد پاسخِ ضد میکروبی نقش دارد. در جریان این فرایند، گلبول سفید، نشانه‌های حضورِ یک دشمن خارجی را در درون خود حس می‌کنند و با ترشح سیتوکین‌های التهاب‌زا، خودشان دچار تورم و ترکیدگی شده و می‌میرند. با مرگ این سلول ایمنی، سیتوکین‌های رهاشده، سایر سلول‌های ایمنی را به کمک فرا می‌خوانند تا با عفونت مقابله کرده و در عین‌حال، در نسج التهاب ایجاد می‌کنند. پایروپتوز باعث می‌شود که مکان‌های تکثیرِ امن برخی ویروس‌ها و باکتری‌ها در درون سلول، از بین رفته و قدرت سیستم دفاعی میزبان بالا برود و بدین ترتیب، این میکروب‌ها به‌سرعت از بین بروند. با این‌حال، در بیماری‌های مزمن، پاسخ‌های التهابی دیگر قادر نیستند که محرک اولیه را، آنگونه که در زخم‌ها و عفونت‌ها رایج است، ریشه‌کن کنند و چون یک حالت التهابی مزمن در نسج باقی می‌ماند، در نهایت آسیب بافتی رخ می‌دهد. چند مثال از پایروپتوز عبارتند از: ماکروفاژهای آلوده به سالمونلا و لنفوسیت‌های تی کمک‌کننده (T helper cells) عقیم‌شده توسط آلودگیِ ویروس اچ‌آی‌وی (HIV).
آغاز روند پایروپتوز در ماکروفاژهای آلوده‌شده، شناسایی پروتئینِ فلاژلینِ باکتری‌هایی نظیر سالمونلا و شیگلا (موجود در تاژک‌شان) و سایر الگوی‌های ملکولی وابسته به پاتوژن (PAMPs) در عفونت‌های دیگر، توسط «گیرنده شبه NOD» است. این گیرنده‌ها، همانند گیرنده‌های الگوشناسی غشاییِ «تی‌ال‌آر» عمل می‌کنند؛ با این تفاوت که وظیفه‌شان شناسایی آنتی‌ژن‌ها در درون سلول است، نه در بیرون آن.
بر خلاف آپوپتوز، در پایرپتوز، حضور و فعالیت کاسپاز ۱ ضروری است. کاسپاز ۱ در جریان پایروپتوز توسط یک کمپلکس ملکولی بسیار بزرگ موسوم به «پایروپتوزوم» (که با نام اینفلامازوم هم معروف است)، فعال می‌شود. ظرف یک دقیقه پس از عفونت، تنها یک پایروپتوزوم بزرگ در درون ماکروفاژ ایجاد می‌شود. بررسی‌های بیوشیمیایی و طیف‌سنجی جرمی نشان داده‌است که این پایروپتوزوم عمدتاً از دیمرهای «پایکارد» و دومین‌های CARDs تشکیل شده‌است.
همچنین بر خلاف آپوپتوز، مرگ سلولی ناشی از پایروپتوز منجر به پارگی غشاء پلاسمایی و رهاشدن ملکول‌های موسوم به «الگوی ملکولی وابسته به آسیب» (DAMP) همچون ATP و DNA و الیگومرهای پایکارد به بیرون می‌شوند. سایتوکین‌های رهاشده، سبب می‌شوند سلول‌های ایمنی بیشتری به آن سو حمله‌ور شوند و پاسخ التهابی شدیدتری در نسج ایجاد شود. این موضوع در تقابل اساسی با جذب و هضم غیرالتهابی و بدون هیاهوی محتویات سلولی در فرایند آپوپتوز است.
|             | ویژگی‌ها                | آپوپتوز         | پاروپتوز | نکروز |
| مورفولوژی   | لیز سلولی              | خیر             | بله      | بله   |
| مورفولوژی   | تورم سلولی             | خیر             | بله      | بله   |
| مورفولوژی   | تشکیل حفره             | خیر             | بله      | بله   |
| مورفولوژی   | برآمدگی غشایی          | بله             | خیر      | خیر   |
| مورفولوژی   | قطعه‌قطعه‌شدن دی‌ان‌ای     | بله             | بله      | بله   |
| مکانیسم اثر | کاسپاز ۱               | خیر             | بله      | خیر   |
| مکانیسم اثر | کاسپاز ۳               | بله             | خیر      | خیر   |
| مکانیسم اثر | رهاشدنِ سیتوکروم سی     | بله             | خیر      | خیر   |
| نتیجهٔ نهایی | التهاب                 | خیر (ضدیت دارد) | بله      | بله   |
| نتیجهٔ نهایی | مرگ برنامه‌ریزی‌شدهٔ سلول | بله             | بله      | خیر   |